# Устьенская
Устьенская — деревня в Кичменгско-Городецком районе Вологодской области.
Входит в состав Енангского сельского поселения, с точки зрения административно-территориального деления — в Нижнеенангский сельсовет.
Расстояние по автодороге до районного центра Кичменгского Городка составляет 64 км, до центра муниципального образования Нижнего Енангска — 12 км. Ближайшие населённые пункты — Верхнее Алтушево, Олятово, Окулово.
Население по данным переписи 2002 года — 6 человек.